# حيبوت (يهر)

تعديل مصدري - تعديل

حيبوت هي إحدى قرى عزلة يهر بمديرية يهر التابعة لمحافظة لحج، بلغ تعداد سكانها 147 نسمة حسب تعداد اليمن لعام 2004.